# Mesembrinella perisi
Mesembrinella perisi är en tvåvingeart som beskrevs av Mariluis 1987. Mesembrinella perisi ingår i släktet Mesembrinella och familjen spyflugor.
Artens utbredningsområde är Ecuador. Inga underarter finns listade i Catalogue of Life.